# 장석주 (조선귀족)
장석주(張錫周, 일본식 이름: 高谷義다카야 요시, 1848년 음력 12월 26일 ~ 1921년 양력 9월 2일)는 조선 말기의 정치인이자 언론인으로 일제강점기에 조선귀족 작위를 받았다. 아명은 장박(張博), 호는 치암(痴菴)이다.
처음 이름인 장박은 성인이 된 뒤에도 일정기간 사용하다가 늦게 개명하였는데, 조선왕조실록 중 고종실록이나 승정원일기, 고종시대사 등에는 장박으로 등장한다.

## 생애
함경남도 경성군에서 태어났다. 머리가 비상한 수재라는 소문이 널리 퍼지면서 1882년 상경하게 되었고, 1883년에 신설된 통리아문 박문국에 채용되어 《한성순보》의 창간과 발행에 적극적으로 참여하게 되었다.
《한성순보》는 당시 개화파들이 일본의 도움으로 친일 반청 논조로 발간했으며, 친청 보수 세력과는 대립하는 관계였다. 갑신정변 실패로 잠시 폐간된 한성순보는 1885년 복간되는데, 이때 장석주는 주필을 맡아 주간 《한성주보》를 2년여 동안 발행했다.
보수파 득세로 인해 잠시 물러났던 장석주는 1894년 갑오경장 때 다시 복귀하여 1895년 김홍집 내각에 법부대신으로 입각했다. 아관파천으로 김홍집이 실각하자 유길준, 조희연 등과 함께 일본으로 망명했다. 역적으로 몰려 처형될 위기에서 일본의 도움으로 살아난 것을 계기로 본격적인 친일파로 활동하게 되었다.
1896년 2월 11일 고종이 왕명으로 장박, 유길준, 조희연, 권영진(權濚鎭), 이두황, 우범선, 이범래(李範來), 이진호(李軫鎬) 등에 대한 체포령을 내렸다. 이들 중 일부는 이미 일본으로 달아난 상태였다. 2월 15일 고종은 유길준, 장박 등에 대한 참수명령을 내렸다.
1904년 3월 고종은 일본의 특사 이토 히로부미가 내한하자 망명자 중 요인을 해외로 추방하거나 변방에 유치시킬 것을 제의하여 동의를 얻어냈다. 고종이 지명한 요인은 이준용, 박영효, 이규완, 유길준, 조희연, 장박, 이범래, 이진호, 조희문, 구연수, 이두황, 신응희, 권동진, 정난교 등 14명이었다. 그러나 일본은 고종에게 약속한 망명자 처분을 이행하지 않았다.
1904년 4월 중순 고종은 주한일본국공사관에 조선인 출신 정치적 난민 신청자 중 장박, 유길준, 박영효, 조희연, 이두황, 이진호, 권동진, 구연수, 정란교, 이규완, 이범래, 신응희 등 14명을 일본에서 추방하고, 나머지 다른 망명객은 송환할 것을 요청하였다. 주한일본공사는 4월 14일 일본 외무대신에게 보고했는데 일본 정부에서는 이들의 송환을 거절하였다.
1907년 이완용의 친일 내각이 성립하자 귀국하여 다시 관직을 맡았고, 1907년 10월 14일 궁내부 특진관에 임명되었다. 1909년 이토 히로부미가 하얼빈에서 안중근에게 사살되자, 그는 다른 대한제국 정부 관료들과 함께 이토 히로부미의 동상 건립과 추모를 위한 친일 단체 동아찬영회의 조직에 참여하고 동아찬영회 총재가 되었다. 비슷한 목적으로 이토의 송덕비를 세우고자 하는 이등공송덕비건의소에도 가담했다.
1910년 10월 16일 일본 정부로부터 한일 병합 조약 체결에 협조한 공을 인정받아 남작 작위를 받고 중추원 고문에 임명되었다. 당시 조선귀족 작위를 받았던 전직 각료들은 대개 효용 가치가 다하여 수작 이후 공식 활동을 멈추는 데 반하여, 그는 1919년 3·1 운동이 일어나자 〈조선독립소요의 사정과 원인〉이라는 건의서를 조선총독부에 제출하여 만세 시위를 무력으로 진압할 것을 건의하는 등 친일 활동을 계속했다.
3·1 운동 이후 고령에도 불구하고 유도진흥회, 동광회의 서울 지부(회장 박영효) 등 친일 단체를 결성하며 활동하다가, 종 4위 훈 4등으로 1921년 사망했다.

### 사후
2002년 발표된 친일파 708인 명단과 2008년 민족문제연구소에서 친일인명사전에 수록하기 위해 정리한 친일인명사전 수록예정자 명단에 선정되었다.
2007년 대한민국 친일반민족행위진상규명위원회가 발표한 친일반민족행위 195인 명단에도 들어 있다. 세 명단 모두에 장석주의 작위를 습작 받은 아들 장인원도 함께 포함되었다.

## 같이 보기
- 한성순보
- 조선총독부 중추원

## 참고자료
- 친일반민족행위진상규명위원회 (2007년 12월). 〈장석주〉 (PDF). 《2007년도 조사보고서 II - 친일반민족행위결정이유서》. 서울. 431~445쪽쪽. 발간등록번호 11-1560010-0000002-10. [깨진 링크(과거 내용 찾기)]
- 반민족문제연구소 (1993년 2월 1일). 〈장석주 : 이토 동상 건립추진운동의 주동자 (오연숙)〉. 《친일파 99인 1》. 서울: 돌베개. ISBN 978-89-7199-011-7.
- 임종국 (1991년 2월 1일). 〈「혈의 누」의 이인직은 한일합방의 주역〉. 《실록 친일파》. 반민족문제연구소 엮음. 서울: 돌베개. ISBN 89-7199-036-8.